# Мэндер, Майлз
Ма́йлз Мэ́ндер (англ. Miles Mander; 14 мая 1888 — 8 февраля 1946) — английский актёр, режиссёр, сценарист и писатель.

## Биография
Майлз Мэндер происходил из влиятельной семьи английских промышленников и правительственных чиновников. Его младший брат Джеффри Мэндер, был членом британского парламента. Майлз получил образование в школе Хэрроу, в школе Лоретто и Университете Макгилла в Монреале. Во время Первой мировой войны служил в британской авиации.
Не проявил интереса к политической карьере или бизнесу и увлёкся кинематографом. Как актёр, дебютировал в двадцатых годах двадцатого века. Был известен своими ролями аристократов-злодеев. Первый крупный успех ему принёс фильм «The First Born», вышедший в 1928 году, в котором Мэндер выступил режиссёром и сыграл главную роль. Кроме того, он писал киносценарии на основе собственных литературных произведений. Был одним из пионеров британского звукового кино. Снялся во многочисленных британских и американских фильмах.
Внезапно умер от сердечного приступа в ресторане «Brown Derby» в Лос-Анджелесе, в возрасте 57 лет.

## Фильмография
- 1925 — Сад наслаждений / The Pleasure Garden — Леветт
- 1930 — Убийство!
- 1931 — Мэри
- 1933 — Частная жизнь Генриха VIII / The Private Life Of Henry VIII
- 1935 — Три мушкетёра — король Людовик XIII
- 1939 — Грозовой перевал
- 1939 — Три мушкетёра — кардинал Ришельё
- 1939 — Человек в железной маске
- 1940 — Дом о семи фронтонах / The House of the Seven Gables — дьякон Арнольд Фостер
- 1940 — Дорога в Сингапур
- 1942 — Пальцы на окне
- 1945 — Предупреждение Криминального доктора - Фредерик Мэлоун